# Niechorze Latarnia
Niechorze Latarnia – stacja kolejowa Gryfickiej Kolei Wąskotorowej w Niechorzu przy ul. Kamieńskiej. Została otwarta we wrześniu 2013 roku. Aktualnie budynek dworca jest nieczynny. 

## Informacje ogólne
Przez stację przechodzi linia z Gryfic do Popiela, czynna dla ruchu turystycznego.
| Niechorze Latarnia                  |  |           |
| Linia Popiele – Gryfice Wąskotorowe |  |           |
| Śliwin                              |  | Niechorze |